# Combat de Fleurigné (1799)
Pour les articles homonymes, voir Combat de Fleurigné.
Chouannerie
Batailles
Le combat de Fleurigné a lieu les 5 et 9 août 1799 pendant la Chouannerie.

## Prélude
À l'été 1799, les chouans de la division de Vitré, alors commandée par François-Gaspard de La Nougarède, dit Achille le Brun, sont parmi les premiers à reprendre les armes en Bretagne, après trois années de paix.
Début août 1799, le général Roulland est informé à Rennes de la déroute d'un détachement républicain lors du combat d'Argentré, près de Vitré. Il décide alors de mener une expédition dans l'est du département et se met en marche avec deux compagnies de carabiniers et 400 gardes nationaux qui sont rejoints en route par des cantonnements de La Guerche-de-Bretagne, Vitré et Fougères, ainsi que par les gardes nationales des bourgs et des villes traversées. Le 5 août, Roulland écrit au chef de bataillon Pinoteau qu'il est à la tête d'une colonne de 900 hommes et lui annonce son arrivée pour le soir à Fougères,. 

## Déroulement
Dans un rapport adressé au commissaire général, le maire de Fougères, Julien Loysel, rapporte que le commandant Pinoteau rassemble toutes les troupes disponibles et les envoie le 5 août au devant de la colonne du général Roulland, dans l'espoir de rencontrer les chouans et de les envelopper,. La colonne de Fougères parvient effectivement à atteindre une troupe d'insurgés dans les communes de Fleurigné, La Selle-en-Luitré et Luitré, mais celle-ci ne s'avère être forte que de 200 hommes, le gros de l'armée royaliste s'étant dispersé pour éviter le combat,. D'après Loysel, au lieu d'attendre la colonne de Roulland, la colonne fougeraise attaque avec trop de précipitation et les chouans parviennent à s'enfuir avant d'être cernés,. Loysel fait état de la perte de huit à dix hommes et quelques blessés du côté des chouans, mais il déplore la faiblesse de ce bilan : « On peut dire que l’on a manqué là une des plus belles occasions qu’on eût trouvée depuis longtemps et d’en faire une déconfiture complète »,.
Un rapport du général Schilt fait également mention d'un combat, le 9 août, à La Chapelle-Janson, à deux kilomètres au nord de Fleurigné. D'après son récit, Roulland rencontre ce jour-là une troupe d'environ 600 « brigands » sur les hauteurs du bourg. Le général commence une manœuvre pour les tourner, mais les carabiniers se précipitent avec tant d'« ardeur » sur leurs ennemis, que ceux-ci sont mis en déroute avant que la majeure partie des troupes n'aient pu rejoindre le combat. La plupart des insurgés parviennent à s'enfuir à la faveur de la nuit. D'après Schilt, les chouans laissent au moins 40 morts, tandis que les pertes des républicains sont d'un carabinier et d'un grenadier tués et un autre blessé.
Les notes de l'officier chouan Toussaint du Breil de Pontbriand font aussi mention d'un combat livré par la division de La Nougarède à Fleurigné, en août 1799, mais celui-ci ne donne pas davantage de détails dans ses mémoires.